# Distretto di Bueng Sam Phan
Il distretto di Bueng Sam Phan (in thailandese: บึงสามพัน) è un distretto (amphoe) della Thailandia, situato nella provincia di Phetchabun.